# Список білоруських поетів
|  | Службовий список статей, створений для координації робіт з розвитку теми. Це попередження не встановлюється на інформаційні списки і глосарії. |

Список поетів, які писали свої твори білоруською мовою.

## Поети XX століття

### За абеткою
- Бядуля Змітрок (1886—1941)
- Вальжина Морт (нар. 1981)
- Геннадій Клевко (1932—1979)
- Максим Богданович (1891—1917)
- Олесь Прудников (1910—1941)
- Павло Прудников (1911—2000)
- Якуб Колас (1882—1956)
- Янка Купала (1882—1942)
- Микола Аврамчик (1920—2017)

## Поети XIX століття

### За абеткою
- Бядуля Змітрок (1886—1941)
- Вінцент Дунін-Мартинкевич (1808—1884)
- Костянтин Калиновський (1838—1864)
- Максим Богданович (1891—1917)
- Якуб Колас (1882—1956)
- Янка Купала (1882—1942)